# Анкудиновка (селище станції, Кстовський район)
Анкудиновка (рос. Анкудиновка) — селище залізничної станції в Кстовському районі Нижньогородської області Російської Федерації.
Населення становить 66 осіб. Входить до складу муніципального утворення Афонинська сільрада.

## Історія
Від 2009 року входить до складу муніципального утворення Афонинська сільрада.

## Населення
| 2010 |
| ---- |
| 66   |